# Черноморец (футбольный клуб, Севастополь, 2012)
«Черноморец» — севастопольский футбольный клуб. С 2024 года выступает в Лиге Содружества. Ранее принимал участие в Премьер-лиге КФС. Домашней ареной клуба служит стадион спортивно-оздоровительного комплекса имени 200-летия Севастополя.

## История
Спортивный клуб Черноморского флота (СК ЧФ) был основана в 2012 году и состоял из действующих военнослужащих Черноморского флота. Дебют команды в чемпионате Севастополя состоялся в 2014 году, где она заняла третье место. В 2015 и 2016 году «моряки» становились вице-чемпионами города.
С 2016 года СК ЧФ выступает под названием «Черноморец». После переименования футболистам удалось завоевать золото в чемпионате Севастополя 2017 и 2018 годов. Трижды команда побеждала в Кубке Севастополя (2015, 2018, 2019), при этом дважды проигрывая в матчах за Суперкубок города (2016, 2018).
Впервые в открытом чемпионате Крыма, втором по силе дивизионе полуострова, «Черноморец» сыграл в сезоне 2017/18, финишировав на четвёртом месте. В следующем сезоне команда завоевала серебряные награды, получив право сыграть в переходных матчах с ялтинским «Инкомспортом», седьмой командой Премьер-лиги КФС. Первая игра завершилась победой «моряков» — 5:4, но в ответной игре они пропустили четыре безответных гола, уступив право выступить в Премьер-лиге. В следующем сезоне «Черноморец» вновь стал вторым в чемпионате, а в переходных матчах на этот раз уступил феодосийскому клубу «Фаворит ВД-Кафа».
Параллельно с выступлением на всекрымском уровне «Черноморец» принимал участие в различных соревнованиях для военнослужащих. В 2018 и 2019 годах «Черноморец» становился чемпионом Вооружённых сил РФ. В составе сборной Южного военного округа игроки «Черноморца» завоевали золото на чемпионате Вооружённых сил России в 2023 году. Кроме того, «моряки» были представлены в мини-футболе, где становились чемпионами Крыма и Севастополя, а также отметились победой в чемпионате города по пляжному футболу.
В 2021 году команда стала победителем турнира «Крымский подснежник». В сезоне 2022 года клуб под названием «Черноморец-ИКС» занял третье место, но из-за того команды УОР и «Орбита» являлись фарм-клубами и не претендовали на повышение, прямой выход в премьер-лигу получили именно «моряки». Выйдя в Премьер-лигу Крыма «Черноморец» стал вторым клубом из Севастополя в турнире. Первое городское дерби против клуба «Севастополь» в рамках соревнования состоялось 6 мая 2023 года и завершилось поражением «моряков» со счётом 1:5. Последняя игра «Севастополя» в рамках Премьер-лиги КФС, перед уходом во второй дивизион России, пришлась на матч с «Черноморцем», который был вновь разгромлен со счётом 5:1. После выхода «Севастополя» из крымской лиги к «Черноморцу» присоединились Олег Солович, Леонид Загребельный и Андрей Кива, не имеющие российского спортивного гражданства, что не позволяло им выступать во втором российском дивизионе. В матче заключительного тура сезона лиги, который определял бронзового призёра, «моряки» встречались с керченским «Океаном», с которым расписали ничью 1:1, не позволившую севастопольцам стать третьими.
Перед стартом сезона 2024 года руководство Черноморского флота приняло решение заявить команду в Лигу Содружества, которая проводилась впервые. По итогам турнира крымчане под руководством Дениса Ходакова завоевали золотые медали.

## Достижения
| Лига Содружества: - Первое место: 2024 Открытый чемпионат Крыма: - Второе место: 2018/19, 2019/20 - Третье место: 2020/21, 2022 Открытый Кубок Крыма: - Второе место: 2020/21 Крымский подснежник: - Первое место: 2021 | Чемпионат Севастополя: - Первое место: 2017, 2018 - Второе место: 2015, 2016, 2021 - Третье место: 2014 Кубок Севастополя: - Первое место: 2015, 2018 - Второе место: 2017 Суперкубок Севастополя: - Второе место: 2016, 2018 |

## Главные тренеры
- Борис Василий Ярославович (2015)[3]
- Добрянский Андрей Николаевич (2017)[3]
- Посаженников Юрий Сергеевич (2017—2018)[3]
- Лещинский Олег Станиславович (2018—2019)[3]
- Мартынов Владимир Владимирович (2020)[3]
- Пятибратов Дмитрий Анатольевич (2020)[3]
- Ходаков Денис Александрович (с 2023 года)[3]

## Лучшие игроки
- Андрей Потапов — лучший вратарь открытого чемпионата Крыма 2018/19[17]
- Андрей Милевский — лучший вратарь открытого чемпионата Крыма 2019/20[18]
- Максим Дмитриев — лучший полузащитник открытого чемпионата Крыма 2020/21[19]
- Андрей Кива — лучший полузащитник Премьер-лиги КФС 2023[20]
- Андрей Милевский — лучший вратарь Лиги Содружства 2024[21]
- Арсен Гафаров — лучший игрок и бомбардир Лиги Содружства 2024[21]

## Статистика
Источники
| Лига    | Лига                     | Лига  | Лига | Лига | Лига | Лига | Лига | Лига | Лига | Кубок      |
| Сезон   | Турнир                   | Место | И    | В    | Н    | П    | ГЗ   | ГП   | О    | Кубок      |
| ------- | ------------------------ | ----- | ---- | ---- | ---- | ---- | ---- | ---- | ---- | ---------- |
| 2014    | Чемпионат Севастополя    | 3     | 22   | 15   | 2    | 5    | 58   | 24   | 47   | 1/8 финала |
| 2015    | Чемпионат Севастополя    | 2     | 18   | 13   | 3    | 2    | 77   | 18   | 42   | Победитель |
| 2016    | Чемпионат Севастополя    | 2     | 22   | 16   | 2    | 4    | 73   | 32   | 50   | 1/8 финала |
| 2017    | Чемпионат Севастополя    | 1     | 20   | 18   | 1    | 1    | 106  | 17   | 55   | Финалист   |
| 2018    | Чемпионат Севастополя    | 1     | 18   | 16   | 0    | 2    | 75   | 20   | 48   | Победитель |
|         |                          |       |      |      |      |      |      |      |      |            |
| 2017/18 | Открытый чемпионат Крыма | 4     | 24   | 15   | 4    | 5    | 61   | 31   | 49   |            |
| 2018/19 | Открытый чемпионат Крыма | 2     | 29   | 23   | 3    | 3    | 106  | 35   | 72   | 1/8 финала |
| 2019/20 | Открытый чемпионат Крыма | 2     | 16   | 12   | 2    | 2    | 70   | 18   | 38   | 1/8 финала |
| 2020/21 | Открытый чемпионат Крыма | 3     | 12   | 7    | 0    | 5    | 36   | 23   | 21   | Финалист   |
|         |                          |       |      |      |      |      |      |      |      |            |
| 2021    | Чемпионат Севастополя    | 2     | 9    | 7    | 0    | 2    | 44   | 8    | 21   |            |
|         |                          |       |      |      |      |      |      |      |      |            |
| 2022    | Открытый чемпионат Крыма | 3     | 14   | 7    | 2    | 5    | 38   | 28   | 23   |            |
|         |                          |       |      |      |      |      |      |      |      |            |
| 2023    | Премьер-лига КФС         | 4     | 24   | 7    | 5    | 12   | 27   | 50   | 26   | 1/2 финала |
|         |                          |       |      |      |      |      |      |      |      |            |
| 2024    | Лига Содружества         | 1     | 18   | 12   | 3    | 3    | 38   | 19   | 39   |            |